# James Albert Bray
James Albert Bray (1870-1944) fue un obispo, educador, administrador académico y rector universitario estadounidense.

## Biografía
Nació el 23 de agosto de 1870 en Carnesville, Georgia. Fue el mayor de seis hijos, sus padres eran Mary France (de soltera Webster) y Andrew Jackson Bray. Asistió a una escuela pública rural en el condado de Franklin, Georgia, y posteriormente cursó la secundaria en Athens, Georgia. Recibió su licenciatura en 1893 de la Universidad de Atlanta (ahora Universidad Clark de Atlanta). En 1902 se casó con Mattie B. Davis y juntos tuvieron una hija. Su esposa Mattie murió en 1910. Se volvió a casar con su segunda esposa, Martha Freeman Childs, y juntos tuvieron una hija. En 1906 realizó cursos de filosofía a nivel de posgrado en la Universidad de Harvard y de educación en la Universidad de Chicago. Recibió un título honorario de la Universidad de Wilberforce en 1909.
Después de graduarse de la universidad, Bray se dedicó a la docencia, se desempeñó como presidente de la Asociación de Maestros del Estado de Georgia de 1898 a 1899. Fue ordenado diácono en 1900 y anciano en 1901 por la iglesia. De 1902 a 1903 ejerció como pastor en la iglesia Metodista Episcopal de la Trinidad en Augusta, Georgia; al mismo tiempo fue director del West Broad Street School, en Georgia, la primera escuela para personas negras en el estado. Fue delegado de la conferencia Ecuménica Metodista Mundial celebrada en Toronto en 1911, además editó una revista llamada Voice of the People. Fue ordenado obispo por Lucius Henry Holsey en 1934. Trabajó como presidente de la junta de educación religiosa de la iglesia CME; desde 1938 hasta 1944, dirigió el distrito episcopal (incluyendo Luisiana, Misuri, Arkansas e Illinois). Impulsó el cambio y se opuso al impuesto de capitación, además exigió un mejor trato para los negros en el ejército y más oportunidades de trabajos industriales para los ciudadanos negros. Murió el 1 de septiembre de 1944 en Little Rock, Arkansas. Su cuerpo reposa en el cementerio Lincoln.